# Subjectivitat
La subjectivitat, segons la teoria del coneixement, és la propietat de les percepcions, els arguments i el llenguatge basats en el punt de vista del subjecte i, per tant, influïts pels interessos i desitjos particulars d'aquest.
La propietat oposada és l'objectivitat, que els basa en un punt de vista suposadament distant i separat, de manera que els conceptes en qüestió siguin tractats com a objectes.
Les postures envers la subjectivitat es poden tipificar de diferents maneres. Es diu, per exemple, que "tot és subjectiu", ja que és impossible jutjar o aplicar la percepció fora dels propis sentits, emocions i pensaments. Altrament, s'afirma que la subjectivitat és evitable i s'ha de limitar al màxim, fins i tot en ètica, per a garantir normes universals i consens científic (cristianisme, modernisme, cientifisme, absolutisme, etc.). També es defensa que hi ha àmbits estrictament subjectius (els qualia, els valors) i d'altres que poden tendir a l'objectivitat. Dins aquest corrent hi ha polèmica sobre què és necessàriament subjectiu.